# مارتن ألفاريز
مارتن ألفاريز (بالإسبانية: Martín Álvarez de Sotomayor)‏ (و. 1714 – 1819 م) هو، من إسبانيا، توفي عن عمر يناهز 105 عاماً.